# Antiracotis breijeri
Antiracotis breijeri är en fjärilsart som beskrevs av Louis Beethoven Prout 1922. Antiracotis breijeri ingår i släktet Antiracotis och familjen mätare. Inga underarter finns listade i Catalogue of Life.